# Dain (Zwerg)

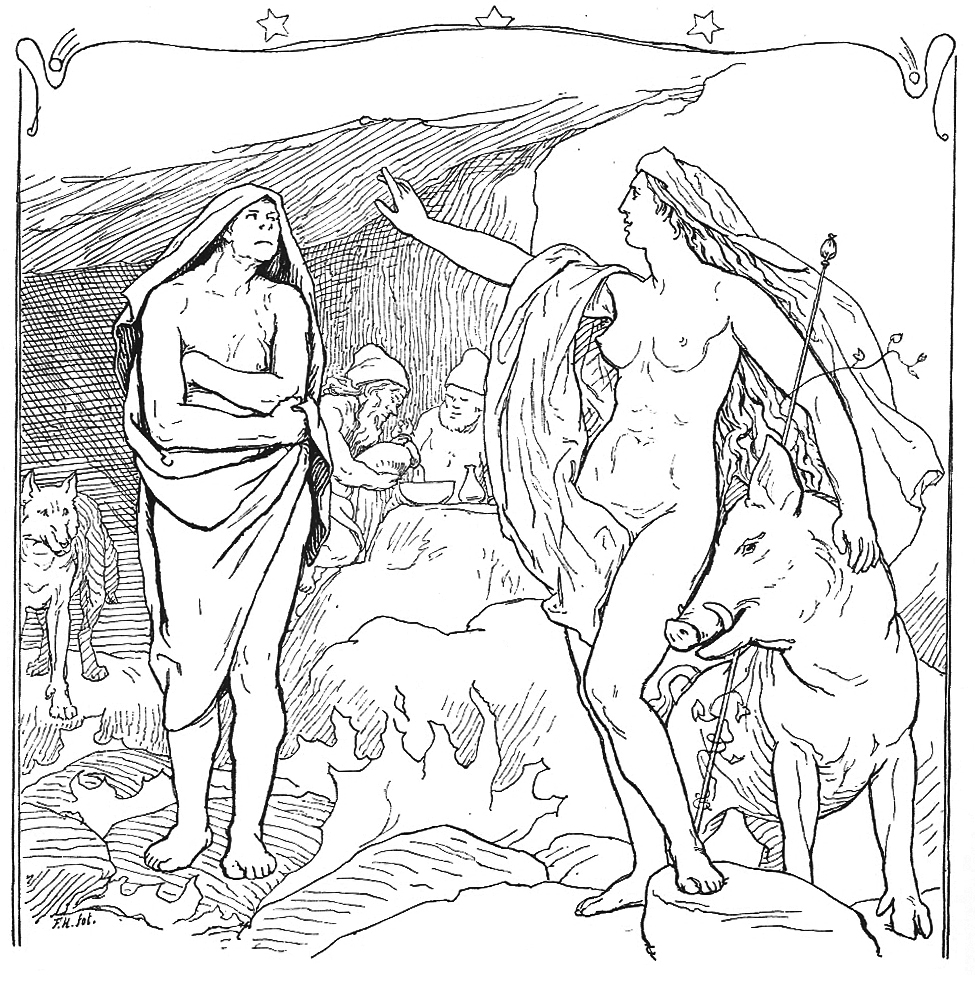
Freyja, mit Hildisvíni an ihrer Seite, im Gespräch mit Hyndla. Illustration von Lorenz Frølich, 1895.

Dain, auch Dainn (altnordisch Dáinn „gestorben“), ist ein Zwerg der nordischen Mythologie, der den goldenen Eber Hildisvini der Göttin Freyja schuf. Im Gegensatz zu anderen Zwergen wird Dain vergleichsweise häufig in den alten Texten erwähnt.